# Emma Gapchenko
Emma Vasilyevna Gapchenko (Moscou, 28 de janeiro de 1928) é uma arqueira russa, medalhista olímpica.

## Carreira
Emma Gapchenko representou seu país nos Jogos Olímpicos em 1972, ganhando a medalha de bronze no individual em 1972. 